# Podesauł
Podesauł (ros. подъесаул) – stopień wojskowy młodszych oficerów w wojskach kozackich, wprowadzony w 1884 roku. Odpowiadał stopniowi sztabskapitana w piechocie i sztabsrotmistrza w kawalerii wojsk regularnych. Podesauł był zastępcą esauła i dowodził półsotnią lub sotnią. Stopień został zniesiony dekretem Rady Komisarzy Ludowych w grudniu 1917 roku .